# Kako sam upoznala vašeg oca
Kako sam upoznala vašeg oca (eng. How I Met Your Father) američki je sitcom koji su stvorili Isaac Aptaker i Elizabeth Berger. Serija je spin-off i nastavak sitcoma Kako sam upoznao vašu majku (2005.).
Prikazivala se od 18. siječnja 2022. do 11. srpnja 2023. godine. U Hrvatskoj serije se prikazuje na Star Life od 21. kolovoza 2023.
Nakon dvije sezone i sveukupno 30 epizoda serija je 1. rujna otkazana.

## Glumačka postava

### Glavni
- Hilary Duff kao Sophie iz 2022., beznadno romantična gradska fotografkinja koja traži srodnu dušu.
  - Kim Cattral kao starija Sophie u 2050. godini koja prepričava sinu kako je upoznala njegovog oca.
- Christopher Lowell kao Jesse, glazbenik u usponu koji radi kao vozač Ubera. On i Sid žive u stanu Teda, Marshalla i Lily.
- Francia Raisa kao Valentina, impulzivna stilistica koja je ujedno i Sophiejina najbolja prijateljica i cimerica.
- Suraj Sharma kao Sid, Jesseov najbolji prijatelj i cimer koji posjeduje bar. Zaručen je za Hannah.
- Tom Ainsley kao Charlie, Britanski aristokrat koji se useljava kod Sophie i Valentine nakon što upozna potonju na "London Fashion Week".
- Tien Tran kao Ellen, Jessejeva posvojena sestra koja se seli u New York nakon razvoda od supruge.

### Sporedni
- Ashley Reyes kao Hannah, Sidova dugogodišnja djevojka s kojom se zaručuje u prvoj epizodi. Radi kao kirurg u Los Angelesu.
- Leighton Meester kao Meredith, Jessejeva bivša djevojka koja je javno odbila njegovu prosidbu.
- Josh Peck kao Drew, zamjenik ravnatelja u školi u kojoj Jesse predaje satove glazbe.

### Posebni gosti
- Michael Barbaro kao Michael Barbaro.
- Paget Brewster kao Lori, Sophiena majka, ozloglašena partijanerica.
- Dan Bucatinsky kao Fred, Valentinin šef
- Kyle MacLachlan kao The Captain
- Cobie Smulders kao Robin

### Gosti
- Daniel Augustin kao Ian, Sophiejin Tinder spoj. On je morski biolog koji se seli u Australiju.
- Laura Bell Bundy kao Becky
- Joe Nieves kao Carl

## Pregled serije
U Hrvatskoj prva sezona se prikazala premijerno na kanalu Fox Life od 21. kolovoza 2023.
| Sezona | Sezona | Epizode | Izvorno prikazivanje | Izvorno prikazivanje | Hrvatsko prikazivanje | Hrvatsko prikazivanje |
| Sezona | Sezona | Epizode | Premijera            | Finale               | Premijera             | Finale                |
| ------ | ------ | ------- | -------------------- | -------------------- | --------------------- | --------------------- |
|        | 1      | 10      | 18. siječnja 2022.   | 15. ožujka 2022.     | 21. kolovoza 2023.    | 25. kolovoza 2023.    |
|        | 2      | 20      | 24. siječnja 2023.   | 11. srpnja 2023.     | 2. srpnja 2024.       | 15. srpnja 2024.      |

## Proizvodnja
U prosincu 2016. objavljeno je da Isaac Aptaker i Elizabeth Berger rade na novoj verziji otkazana spin-offa, s naslovom How I Met Your Father, s Carterom Baysom i Craigom Thomasom koji su bili izvršni producenti. 6. ožujka 2017. godine Aptaker i Barger promaknuti su u voditelje serije This is Us, zajedno s Danom Fogelmanom, suočeni s novim obvezama, projekt How I Met Your Father u početku je stavljen u pozadinu, a zatim ubrzo nakon toga napušten.
Nakon četiri godine šutnje, 21. travnja 2021., nastavak razvoja spin-offa najavljuje se zahvaljujući Huluu, koji naručuje cijelu sezonu s Hilary Duff kao protagonisticom.
U veljači 2022. serija je obnovljena za drugu sezonu koja će imati 20 epizoda, a se počela prikazivati 24. siječnja 2023.

## Zanimljivosti
- Pilot epizoda posvećena je pokojnomu Bobu Sagetu, poznatom glumcu iz serije Puna kuća
- U pilot epizodi pojavljuje se glumica Leighton Meester u ulozi Meredith, poznata po seriji Tračerica (2007.)
- Na kraju pilot epizode otkriva se da je stan u kojemu žive Jesse, Sid i Hannah, isti stan iz serije Kako sam upozna vašu majku, u kojemu su živjeli Ted, Marshall i Lily.
- U zadnjoj epizodi prve sezone pojavljuje se posebna gošća, Cobie Smulders kao Robin Scherbatsky iz serije Kako sam upoznao vašu majku.

## Vanjske poveznice
- Službena stranica na hulu.com (engl.)
- Službena stranica na foxtv.hr
- Kako sam upoznala vašeg oca u internetskoj bazi filmova IMDb-a (engl.)